# Turnia Kursantów

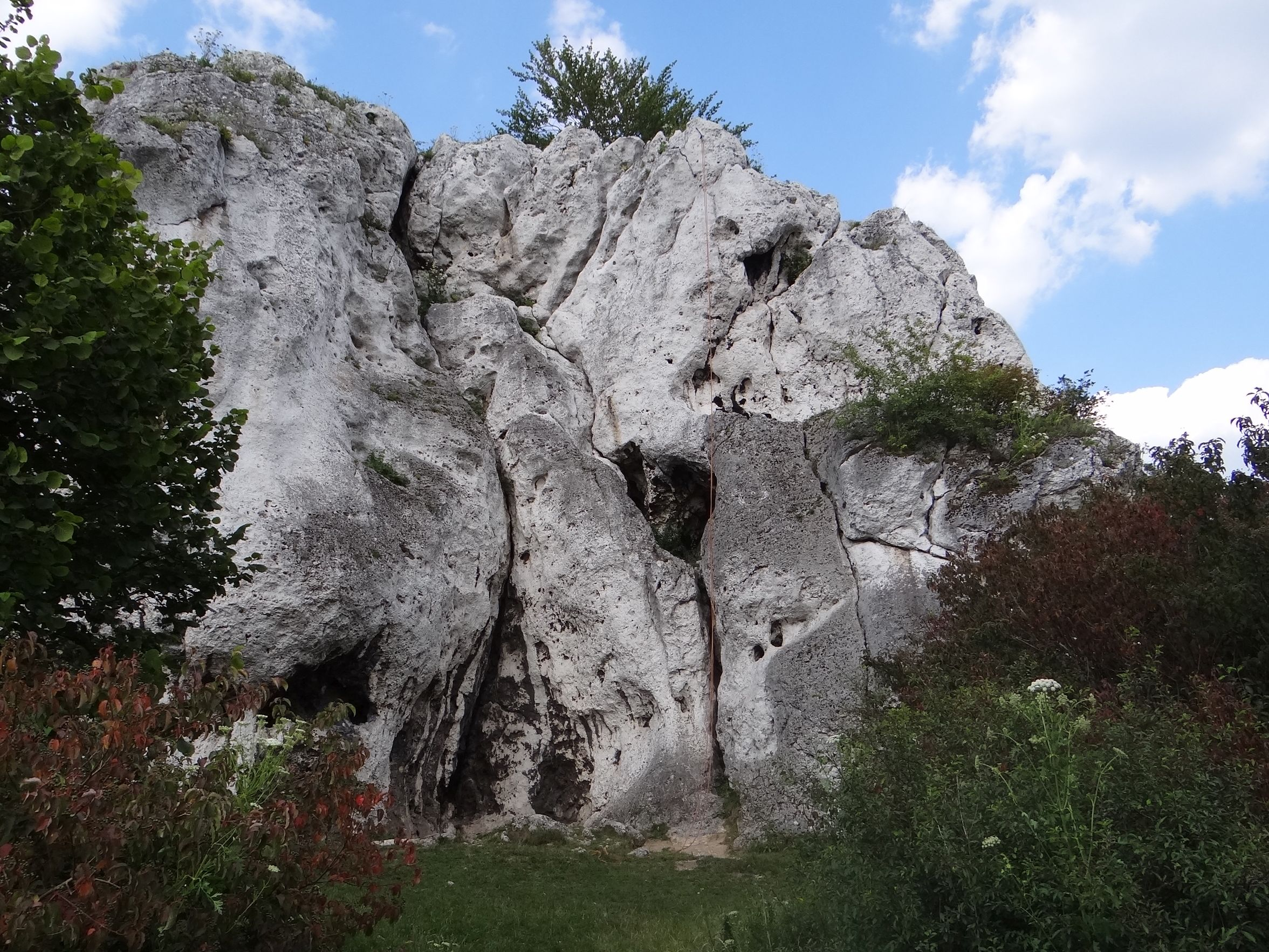
Zachodnia ściana Turni Kursantów

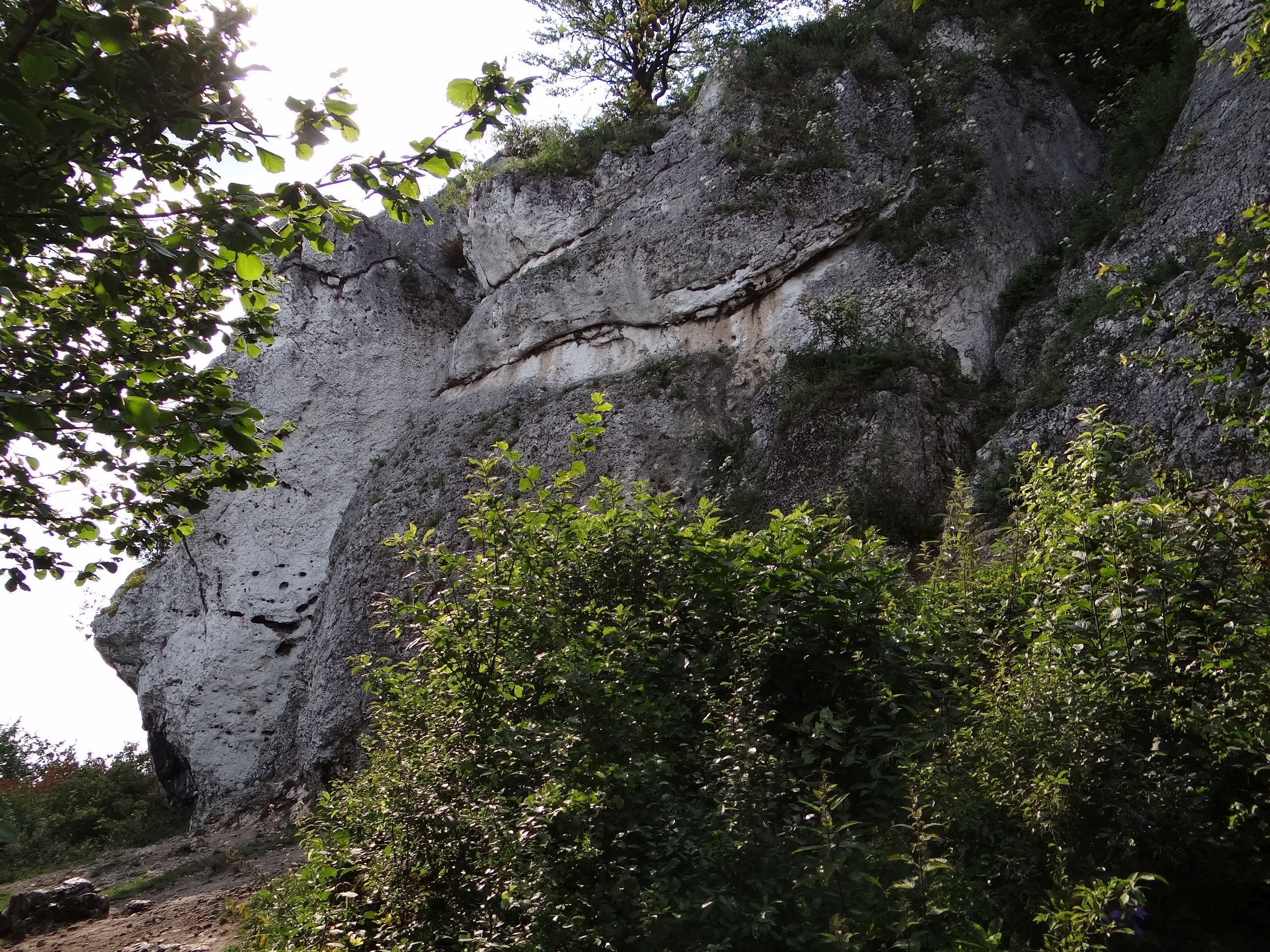
Wschodnia ściana Turni Kursantów

Turnia Kusantów – skała na Wyżynie Częstochowskiej w miejscowości Rzędkowice w województwie śląskim, w powiecie zawierciańskim, w gminie Włodowice. Należy do tzw. Skał Rzędkowickich. Przez wspinaczy skalnych zaliczana jest do Sektora Turni Kursantów i jest najdalej na południe wysuniętą skałą w tej grupie skał.
Jest to skała wapienna o wysokości do 18 m. Uprawiana jest na niej wspinaczka skalna. Występują w niej takie formacje skalne, jak: filar. komin i zacięcie. Ściany wspinaczkowe połogie, pionowe, o wystawie południowo-zachodniej, południowej i południowo-wschodniej. Wraz z wariantami jest 31 dróg wspinaczkowych o stopniu trudności II – VI.5 w skali Kurtyki. Na większości zamontowano stałe punkty asekuracyjne: ringi (r) i stanowiska zjazdowe (st). Skała jest bardzo popularna wśród wspinaczy.
Turnia Kursantów I
1. Bez nazwy; IV, 10 m
2. Bez nazwy; IV+, 10 m
3. Rysa Dziędziela; 1r + st, VI, 14 m
4. Pochód esesmanów; 5r + st, VI.1+, 12 m
5. Magnetowid; 5r + st, VI.3+, 12 m

Turnia Kursantów II
1. Czyste VI.7; 5r + st, VI.4+/5, 12 m
2. Telewizor; 6r + st, VI.3+, 12 m
3. Telegraf; 6r + st, VI.1+, 12 m
4. Telefon; 6r + st, VI.2+, 12 m
5. Skorkówka; 4r + st, VI.1, 12 m
6. Bader – Meinhof; 4r + st, VI.1, 9 m
7. Czerwona piątka; V, 12 m

Turnia Kursantów II
1. Czerwone Brygady; 5r + st, VI.1+, 12 m
2. Hamas; 6r + st, VI.1+, 12 m
3. Przez badyl; IV, 14 m
4. Moja droga, ja cię kocham; 6r + st, VI.1, 12 m
5. Skok w bok; 6r + st, VI.1+, 12 m
6. Rysa Rzeszutki; 2r, V+, 12 m
7. Przez nos; VI, 12 m

Turnia Kursantów IV
1. Filarek Czoka; 3r, VI, 14 m
2. Szóstka Kiełkowskiego; 3r, VI, 14 m
3. Trawers Ślązaków; 2r, V, 14 m
4. Krótkie spięcie; 4r, VI.1+, 14 m
5. Bez nazwy; II, 13 m
6. Oringowana trójka; 4r + st, III, 13 m
7. Nic o nas bez nas; 5r + st, IV+, 13 m
8. Eurogedon; 5r + st, IV, 13 m
9. Robisz albo wracasz na panel; 4r + 1p + st, III+, 13 m
10. Bez nazwy; IV, 13 m[2].